# Jérôme Brisard
Jérôme Brisard (* 24. März 1986) ist ein französischer Fußballschiedsrichter. Er steht als dieser seit 2018 sowie als Video-Assistent seit 2021 auf der Liste der FIFA-Schiedsrichter.

## Karriere
Bislang leitete er nebst Partien in der heimischen Ligue 1 und Ligue 2 auch hin und wieder Begegnungen in verschiedenen Europapokal-Wettbewerben. Als Video-Assistent wurde er bei der Europameisterschaft 2020 eingesetzt. Zur Weltmeisterschaft 2022 wurde er ins Aufgebot der Video-Assistenten berufen.
Im April 2024 wurde Brisard als Videoschiedsrichter für die Europameisterschaft 2024 in Deutschland nominiert.